# Lijst van nummer 1-hits in Duitsland in 1997
Deze hits stonden in 1997 op nummer 1 in de Musikmarkt Top 100, de bekendste hitlijst in Duitsland.
| Datum        | Artiest                          | Titel                                |
| ------------ | -------------------------------- | ------------------------------------ |
| 3 januari    | Sarah Brightman & Andrea Bocelli | Time to say goodbye (Con te partirò) |
| 10 januari   | Sarah Brightman & Andrea Bocelli | Time to say goodbye (Con te partirò) |
| 17 januari   | Sarah Brightman & Andrea Bocelli | Time to say goodbye (Con te partirò) |
| 24 januari   | Sarah Brightman & Andrea Bocelli | Time to say goodbye (Con te partirò) |
| 31 januari   | Sarah Brightman & Andrea Bocelli | Time to say goodbye (Con te partirò) |
| 7 februari   | Sarah Brightman & Andrea Bocelli | Time to say goodbye (Con te partirò) |
| 14 februari  | Sarah Brightman & Andrea Bocelli | Time to say goodbye (Con te partirò) |
| 21 februari  | Sarah Brightman & Andrea Bocelli | Time to say goodbye (Con te partirò) |
| 28 februari  | Sarah Brightman & Andrea Bocelli | Time to say goodbye (Con te partirò) |
| 7 maart      | Sarah Brightman & Andrea Bocelli | Time to say goodbye (Con te partirò) |
| 14 maart     | Tic Tac Toe                      | Warum?                               |
| 21 maart     | Tic Tac Toe                      | Warum?                               |
| 28 maart     | Tic Tac Toe                      | Warum?                               |
| 4 april      | Tic Tac Toe                      | Warum?                               |
| 11 april     | Tic Tac Toe                      | Warum?                               |
| 18 april     | Tic Tac Toe                      | Warum?                               |
| 25 april     | Tic Tac Toe                      | Warum?                               |
| 2 mei        | Sabrina Setlur                   | Du liebst mich nicht                 |
| 9 mei        | Nana                             | Lonely                               |
| 16 mei       | Nana                             | Lonely                               |
| 23 mei       | Nana                             | Lonely                               |
| 30 mei       | Nana                             | Lonely                               |
| 6 juni       | Nana                             | Lonely                               |
| 13 juni      | Members of Mayday                | Sonic empire                         |
| 20 juni      | Hanson                           | Mmmbop                               |
| 27 juni      | Puff Daddy, Faith Evans & 112    | I'll be missing you                  |
| 4 juli       | Puff Daddy, Faith Evans & 112    | I'll be missing you                  |
| 11 juli      | Puff Daddy, Faith Evans & 112    | I'll be missing you                  |
| 18 juli      | Puff Daddy, Faith Evans & 112    | I'll be missing you                  |
| 25 juli      | Puff Daddy, Faith Evans & 112    | I'll be missing you                  |
| 1 augustus   | Puff Daddy, Faith Evans & 112    | I'll be missing you                  |
| 8 augustus   | Puff Daddy, Faith Evans & 112    | I'll be missing you                  |
| 15 augustus  | Puff Daddy, Faith Evans & 112    | I'll be missing you                  |
| 22 augustus  | Puff Daddy, Faith Evans & 112    | I'll be missing you                  |
| 29 augustus  | Puff Daddy, Faith Evans & 112    | I'll be missing you                  |
| 5 september  | Puff Daddy, Faith Evans & 112    | I'll be missing you                  |
| 12 september | Will Smith                       | Men in black                         |
| 19 september | Elton John                       | Candle in the wind 1997              |
| 26 september | Elton John                       | Candle in the wind 1997              |
| 3 oktober    | Elton John                       | Candle in the wind 1997              |
| 10 oktober   | Elton John                       | Candle in the wind 1997              |
| 17 oktober   | Elton John                       | Candle in the wind 1997              |
| 24 oktober   | Elton John                       | Candle in the wind 1997              |
| 31 oktober   | Elton John                       | Candle in the wind 1997              |
| 7 november   | Aqua                             | Barbie girl                          |
| 14 november  | Aqua                             | Barbie girl                          |
| 21 november  | Aqua                             | Barbie girl                          |
| 28 november  | Aqua                             | Barbie girl                          |
| 5 december   | Aqua                             | Barbie girl                          |
| 12 december  | Aqua                             | Barbie girl                          |
| 19 december  | Run-D.M.C. & Jason Nevins        | It's like that                       |
| 26 december  | Run-D.M.C. & Jason Nevins        | It's like that                       |